# John Gardiner Richards

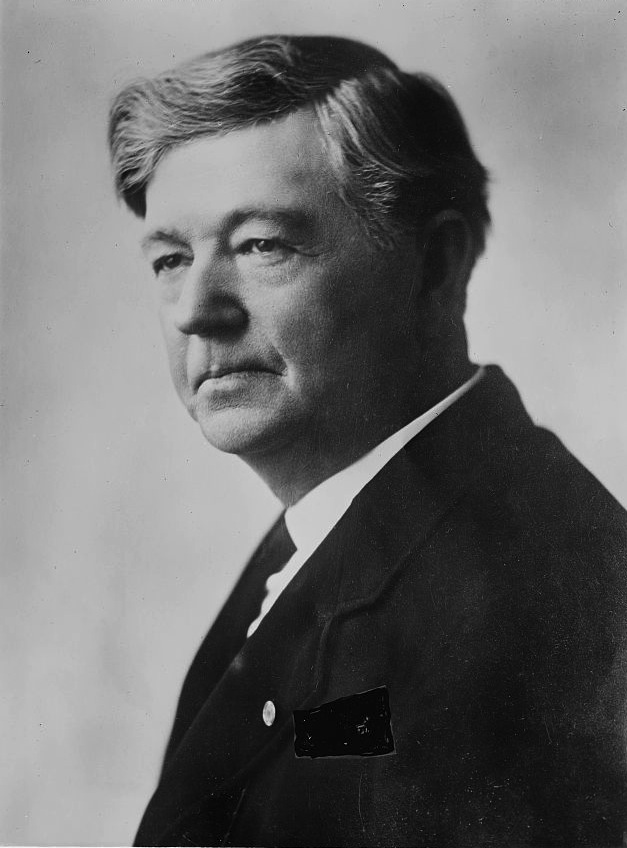
John Gardiner Richards, Jr.

John Gardiner Richards, Jr. (* 11. September 1864 in Liberty Hill, South Carolina; † 9. Oktober 1941 ebenda) war ein US-amerikanischer Politiker und von 1927 bis 1931 Gouverneur von South Carolina.

## Frühe Jahre und politischer Aufstieg
John Richards wurde am Bingham Military Institute in North Carolina erzogen. In der Folge diente er in der National Garde von South Carolina, wo er es im Lauf der Zeit bis zum Oberstleutnant brachte. Richards war auch vier Jahre lang Mitglied des Militärausschusses von South Carolina. Außerdem war er noch als Farmer und im Eisenbahngeschäft tätig. Zwischen 1898 und 1910 war Richards Abgeordneter im Landesparlament von South Carolina, ehe er Eisenbahnbeauftragter des Staates South Carolina wurde. Dieses Amt übte er zwischen 1910 und 1918 und nochmals von 1922 bis 1926 aus. Während des Ersten Weltkrieges war er Mitglied der Verteidigungsrates und der Steuerkommission von South Carolina.

## Gouverneur von South Carolina
Nachdem er dreimal vergeblich die Nominierung seiner Partei für das Amt des Gouverneurs angestrebt hatte, gelang es ihm im Jahr 1926 sich innerhalb seiner Partei durchzusetzen und die Wahlen am 4. November 1926 ohne Gegenkandidaten zu gewinnen. Richards war der erste Gouverneur seines Landes, der eine vierjährige Amtszeit absolvieren konnte. Bis zu einer Verfassungsänderung im Jahr 1926 war die Amtszeit der Gouverneure auf zwei Jahre begrenzt gewesen, allerdings war damals eine direkte Wiederwahl möglich. Nach der Verfassungsreform war eine direkte Wiederwahl allerdings nicht mehr möglich. Gouverneur Richards war ein strenger Verfechter der Sonntagsruhe. Daher wurden die sogenannten „Blue Laws“ in Kraft gesetzt, die nicht nur Geschäfte, sondern auch Sportveranstaltungen an Sonntagen verboten. Ein Versuch, die Evolutionstheorie an den Schulen zu verbieten, scheiterte am Veto des Parlaments. In anderen Bundesstaaten wurden ähnliche Gesetze damals in Kraft gesetzt. Im Jahr 1928 wurde in South Carolina erstmals eine Frau in den Senat des Landes gewählt. Richards erhöhte den Etat für den Straßenbau, um dem wachsenden Auto- und LKW-Verkehr Rechnung zu tragen. Im Mai 1930 ging in Charleston der erste Radiosender South Carolinas auf Sendung. Richards setzte sich auch für eine Beschleunigung der Elektrifizierung des Landes, vor allem im ländlichen Bereich, ein. Im Jahr 1929 war es zu Unruhen und Streiks in der Textilindustrie des Landes gekommen, deren Ursprung im schlechten Management der Geschäftsführung lagen. Die zweite Hälfte von Gouverneur Richards Amtszeit war überschattet von den Folgen des New Yorker Börsenkrachs vom 24. Oktober 1929. Die darauf folgende Wirtschaftskrise traf auch South Carolina. Die dadurch schwächelnde Landwirtschaft konnte Richards in seiner Amtszeit nicht mehr unter Kontrolle bringen. Als er am 20. Januar 1931 aus dem Amt schied, hatte sie noch nicht einmal ihren Höhepunkt erreicht. Allerdings trifft diese Feststellung für fast alle US-Bundesstaaten und die führenden Industrienationen weltweit zu und war kein spezifisches Problem von South Carolina.

## Weiterer Lebenslauf
Nach dem Ausscheiden aus dem Amt des Gouverneurs war Richards Vorsitzender der Kommission zur Erforschung und Verwaltung der Bodenschätze des Landes. Ansonsten zog er sich auf seine Farm in Liberty Hill zurück, wo er 1941 verstarb. Er war mit Elizabeth Coats Workman verheiratet, mit der er elf Kinder hatte.